# Айёган (приток Сухого Полуя)
Айёган (устар. Ай-Юган) — река на юге Приуральского района Ямало-Ненецкого автономного округа. Устье реки находится в 36 км от устья Сухого Полуя по правому берегу. Длина реки составляет 25 км.

## Данные водного реестра
По данным государственного водного реестра России относится к Нижнеобскому бассейновому округу, водохозяйственный участок реки — Обь от впадения реки Северная Сосьва до города Салехард, речной подбассейн реки — бассейны притоков Оби ниже впадения Северной Сосьвы. Речной бассейн реки — (Нижняя) Обь от впадения Иртыша.
Код объекта в государственном водном реестре — 15020300112115300032712.